# Религии Африки
В Африке распространено несколько основных религий. Большинство африканцев придерживается христианства или ислама, однако многие их приверженцы также практикуют и традиционные африканские религии, включая народные и синкретические.

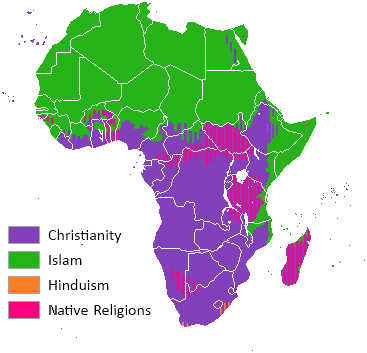
Карта Африки, показывающая основные религии, распространенные на сегодняшний день. Карта показывает только религию в целом, исключая деноминации или секты религий, и окрашена соответственно тому, как религии распространены, а не по основной религии страны и т. д.

Также иудаизм исповедуют в Южно-Африканской Республике и Эфиопии.

## Авраамические религии
Большинство африканцев — последователи авраамических религий: христианства и ислама. Эти религии широко распространены в Африке и часто адаптированы к африканским культурным особенностям и местным верованиям.

### Христианство
Христианство в Африке насчитывает две тысячи лет. Заметная ныне в Египте, Эфиопии и Эритрее Коптская Православная Церковь была основана, по преданию, Апостолом Марком приблизительно в 42 году. Миссионерская активность на протяжении колониального периода, так же как и деятельность евангелистов и пятидесятников в наши времена, надёжно укрепила христианство в Африке, в частности в Центральной, Южной и Восточной Африке, а также в районе Гвинейского залива. Христианство в Африке сильно упрочило свои позиции за последние сто лет: в 1900 году во всей Африке насчитывалось около 9 миллионов христиан, а к 2000 году их было уже 380 миллионов.

#### Христианско-африканские церкви и культы

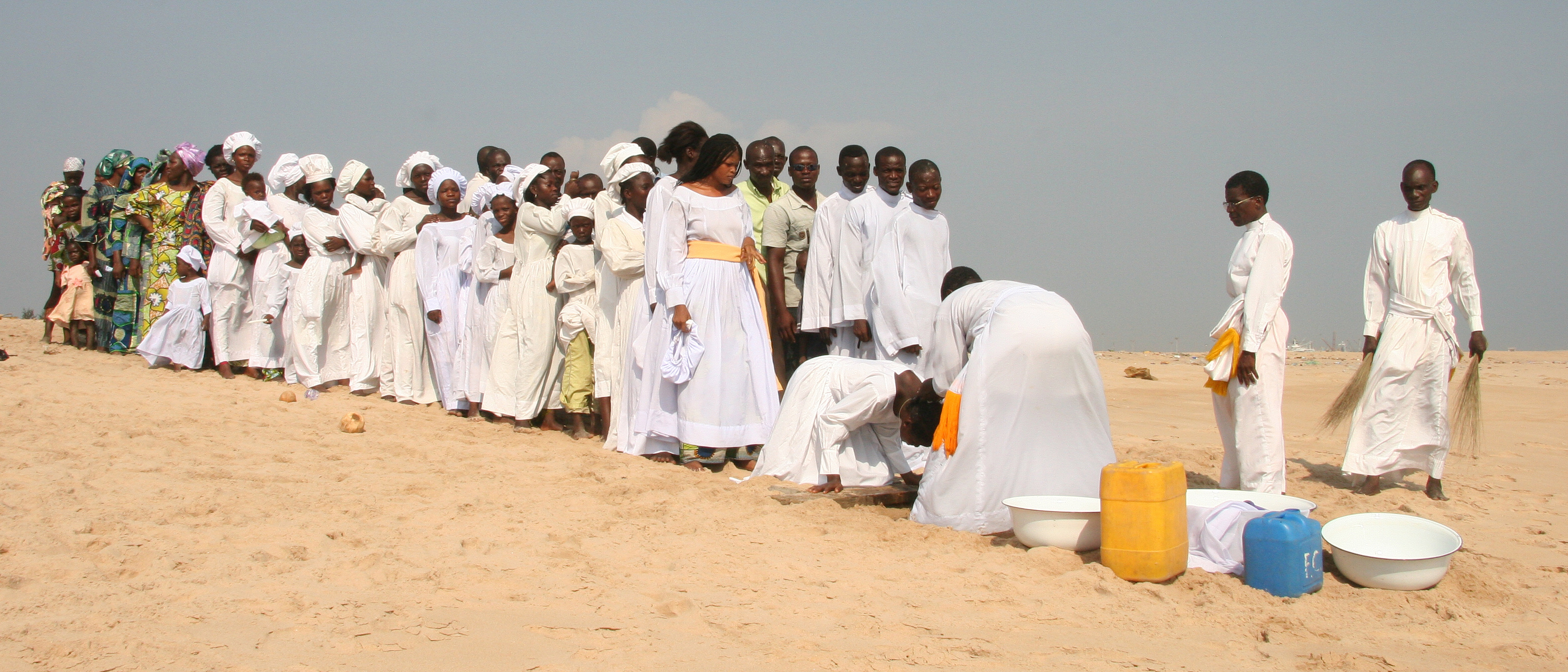
Церемония омовения головы Небесной Церкви Христа (спиритуалистского направления) в Бенине

Христианско-африканские церкви и культы представлены как организациями, которые в определённое время отошли от церквей западного направления или же возникли на африканской почве, сочетая элементы христианства и местные традиции. Формировались среди коренного христианизированного населения, в первую очередь, на юге африканского континента, с конца XIX века. В литературе их могут называть ещё афрохристианскими, синкретическими, независимыми, христианско-тубильными церквями и культами.
Изначальной целью афрохристианских культов был пересмотр догматов христианства в соответствии с менталитетом африканских народов, стремление создать «чёрное христианство». Кроме того, неграм, успевшим к началу XX века познакомиться с основными догматами христианства, было непонятно, как принцип равенства, добра и справедливости, провозглашаемый в качестве основного христианскими проповедниками, мог соответствовать колониальным захватам.
Афро-христиане обвинили белых в искажении Святого Писания, указывая, что действительным богоизбранным народом являются чёрные и помещая Иерусалим в Эфиопию или в другие центры на африканском континенте.
Первая афрохристианская секта была основана в 1882 году в Капской колонии.
Некоторые африканисты рассматривают создание афро-христианских церквей как способ борьбы с колониализмом:

С установлением колониального господства и возникновением новых социальных групп в африканских обществах появляются иные формы протеста. Одной из наиболее ранних была религиозно-политическая, прежде всего создание афро-христианских церквей. Может показаться странным, что идеологическое обоснование антиколониализма негры заимствовали из той самой религии, которую навязывали им завоеватели. Произошло это потому, что христианство выступало с идеей всеобщего равенства перед Богом, кроме того, оно давало новообращённым возможность осознать себя частью более широкой общности, чем клан, семья, община. Объединяться по-новому могли лишь те люди, которые хотя бы в какой-то мере отошли от старых форм объединения. Таковы были те, кто принял новую веру. Как правило, именно эти люди оказывались больше всего выбитыми из традиционного, привычного уклада жизни. К тому же новая религия в целом больше подходила к реалиям колониального общества, чем традиционные верования. Но антиколониальный протест у её адептов был неразрывно связан с разочарованием в европейцах как подлинных христианах, со стремлением утвердить в этой вере себя и свой мир.

В начале XX века количество церквей существенно выросло.
Сегодня афрохристианство имеет собственную догматику, обрядность и иерархию. Для него характерна мессианистская направленность, а также заимствованное из традиционных африканских религий представление об отстранённости бога-демиурга и вера в предсказания, получаемые посредством человека.
Афрохристианство подразделяется на пять больших групп:
- Адаптированно-христианские секты
- Мессианские секты
- Языческо-христианские секты
- Эфиопские секты (Чёрные церкви)
- Ветхозаветные секты[3]

Наиболее значимым являются:
1. растафарианство;
2. кимбангизм — церковь последователей Симона Кимбангу (возникла в 1920-е годы в Бельгийском Конго, современный ДРК).

### Ислам

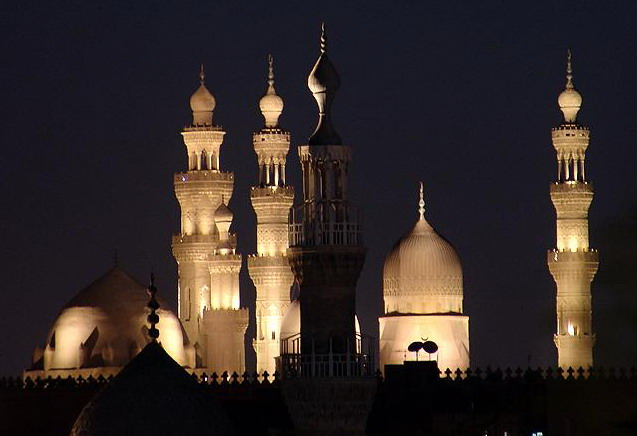
Каирские мечети

В Африке много последователей ислама. Это доминирующая религия в Северной Африке; сильны её позиции в Западной Африке (в частности, в Кот-Д'Ивуаре), северной части Ганы, на юго-западе и севере Нигерии, в Северо-Восточной Африке (Африканский Рог) и вдоль восточного побережья континента. Как и христианство, ислам проник на континент через Эфиопию и распространился с персидскими и арабскими купцами через Египет и Синайский полуостров.

### Иудаизм
Последователи иудаизма, разбросанные по Африканскому континенту, включают Бета Исраэль в Эфиопии, Абаюдайя в Уганде и Дом Израиля в Гане. Этнически они относятся к негроидной расе или к эфиопской малой расе, однако некоторые из них (проживающие в Эфиопии) добились официального признания их статуса евреев Израилем. Раввинат признал их потерянным Дановым коленом. С конца 1980-х годов эфиопские евреи массово переселяются в Израиль.
Небольшое количество последователей иудаизма есть среди народа игбо, проживающего в Нигерии. Игбо находят много общих черт между своей историей и историей евреев (в том числе, напряженные отношения с соседними народами; см. также: Евреи-игбо).
В Африке также проживают этнические евреи, бежавшие от Холокоста, большинство из которых осело в ЮАР (ашкеназы); это в основном потомки литовских евреев. Небольшие еврейские группы сефардов и мизрахов с древних времен проживают в Тунисе и Марокко. Многие из них в 1990-е годы мигрировали в Израиль.
Согласно библейской книге Исход, иудаизм исторически связан с Африкой — именно там, в Египте евреи находились в рабстве, откуда их вывел заложивший основы иудаизма Моисей. Однако в современной науке это убеждение подвергается сомнению.

## Дхармические религии
Последователей дхармических религий в Африке гораздо меньше.

### Индуизм
По сравнению с исламом, христианством или иудаизмом история индуизма в Африке очень коротка. Тем не менее, индуисты в Африке присутствуют ещё с доколониального периода и даже средневековья. Индуизм начал проникать в Африку с индийскими моряками, которые торговали на восточном побережье; позже их начали вытеснять португальские купцы. Фактически пустить корни индуизм смог только с расширением владений Британской империи, колонизировавшей значительную часть Старого Света — и Индию в том числе. Множество индийских солдат на службе Британии осели в колониях Южной и Восточной Африки; там же и находятся наибольшие коммуны индуистов (ЮАР, Танзания, Кения, Нигерия, Замбия, а также Зимбабве, Сомали и Ботсвана). Например, в Лагосе (Нигерия) в 1993 году находилось около 25 тыс. индуистов, в основном новообращённых и прибывших из уже независимой Индии.

### Буддизм
Буддистов в Африке не очень много. Они сосредоточены в основном в Восточной и Южной Африке. Общины буддистов имеются в ЮАР, Буркина-Фасо, Камеруне, Кот-Д'Ивуаре, Кении, Гане, Мали, Сенегале, Танзании, Замбии, Зимбабве и Республике Конго.

### Сикхизм
Африканские сикхи сосредоточены в основном в Восточной Африке: Кения, Танзания и Уганда объединены в одну Восточно-Африканскую общину сикхов. На 2004 год в этом регионе числилось более 50 тысяч сикхов.

## Традиционные религии

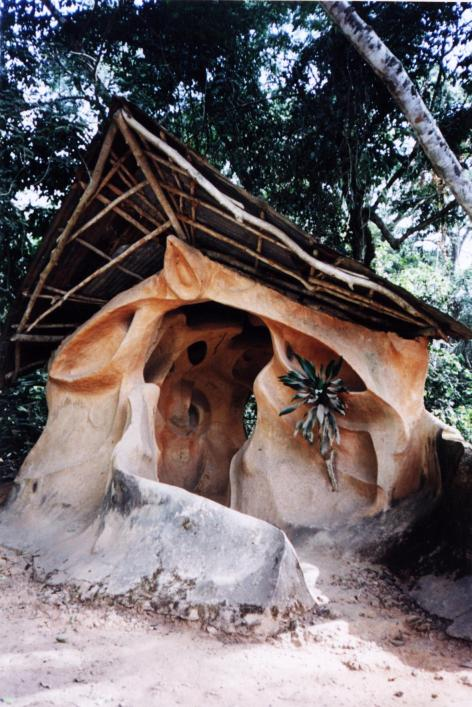
Святыня йоруба

Африканские традиционные религии, исповедуемые примерно 15 % африканцев, включают в себя разнообразные представления фетишизма, анимизма, тотемизма и культа предков. Некоторые религиозные представления являются общими для многих африканских этнических групп, но обычно они уникальны для каждого этноса.
Общими чертами для большинства африканских религий является представление о Боге-творце (демиурге), который создал Вселенную (например, Олодумаре в религии йоруба), а затем «удалился на покой» и перестал участвовать в земных делах. Также часто встречаются истории о том, как сын божества жил среди людей, но после того, как они причинили ему какое-то зло, он вознёсся на небо.
Общим также является отсутствие веры в рай, ад, чистилище, однако существует представление о потусторонней жизни; нет материальных носителей божественного вроде святых писаний или пророков. Популярны также анимистические представления, вера в магию. Есть религии, основанные на приёме психоактивных растений (бвити, бьери), сочетающие в себе различные элементы перечисленного.
Многие африканские христиане и мусульмане сочетают в своих религиозных представлениях некоторые аспекты традиционных религий.
Африканские традиционные религии легли в основу вуду (унаследовавшего большое количество черт религии йоруба), а также кандомбле в Бразилии.

## Бахаи

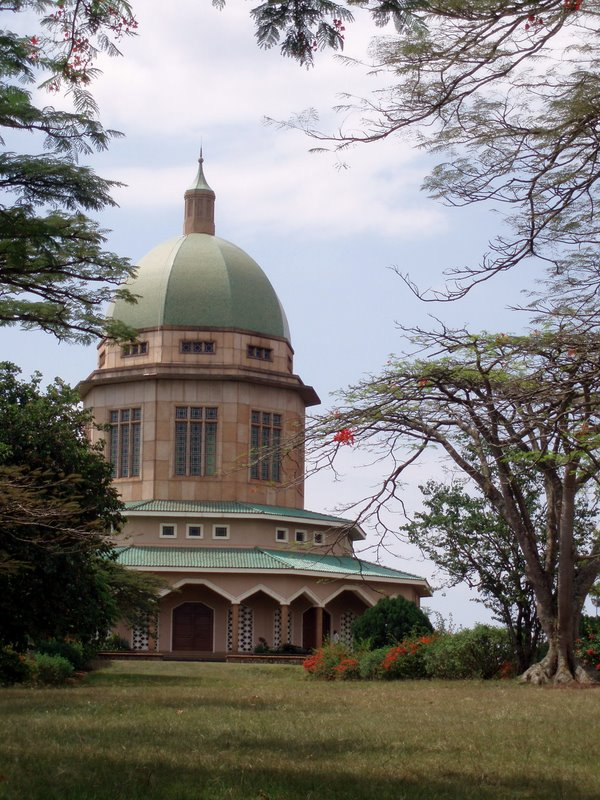
Дом поклонения бахаи в Кампале, Уганда

Статистику по бахаи в Африке трудно отследить. Несколько ранних последователей Бахауллы были, по сообщениям, неграми. В период с 1924 по 1960 год бахаи была даже утверждена в качестве официальной религии в Египте; позже, однако, бахаи была запрещена и преследовалась властями.
Бахаи также распространён в Камеруне (с 1953 года), где сейчас около 40 000 последователей; Уганде (несколько десятков тысяч) и ЮАР (201 000 человек на 2007 год). В Нигерии и Нигере — около тысячи последователей.

## Нерелигиозность
Некоторое количество населения Африки числится нерелигиозным. На практике это может означать что угодно: от агностицизма, деизма и скептицизма до намеренного сокрытия информации или приверженности тайным культам. Наибольшее количество нерелигиозных людей числится в южноафриканских странах.

## Распространение религий в Африке
| Регион             | Население (2006) | христианство | ислам  | традиционные религии | индуизм | бахаи | иудаизм | буддизм | нерелигиозность | атеизм |
| ------------------ | ---------------- | ------------ | ------ | -------------------- | ------- | ----- | ------- | ------- | --------------- | ------ |
| Северная Африка    | 209 948 396      | 9,0 %        | 87,6 % | 2,2 %                | 0,0 %   | 0,0 % | 0,0 %   | 0,0 %   | 1,1 %           | 0,1 %  |
| Западная Африка    | 274 271 145      | 35,3 %       | 46,8 % | 17,4 %               | 0,0 %   | 0,1 % | 0,0 %   | 0,0 %   | 0,3 %           | 0,0 %  |
| Центральная Африка | 118 735 099      | 81,3 %       | 9,6 %  | 8,0 %                | 0,1 %   | 0,4 % | 0,0 %   | 0,0 %   | 0,6 %           | 0,0 %  |
| Восточная Африка   | 302 636 533      | 62,0 %       | 21,1 % | 15,6 %               | 0,5 %   | 0,4 % | 0,0 %   | 0,019 % | 0,3 %           | 0,0 %  |
| Южная Африка       | 50 619 998       | 82,0 %       | 2,2 %  | 9,7 %                | 2,1 %   | 0,7 % | 0,1 %   | 0,035 % | 2,7 %           | 0,3 %  |